# Mad sjö
Mad sjö är en sjö i Växjö kommun i Småland och ingår i Mörrumsåns huvudavrinningsområde. Sjön har en area på 1,21 kvadratkilometer och ligger 164 meter över havet. Vid provfiske har bland annat abborre, gädda, mört och sik fångats i sjön.

## Delavrinningsområde
Mad sjö ingår i det delavrinningsområde (629866-143064) som SMHI kallar för Utloppet av Mad Sjö. Medelhöjden är 173 meter över havet och ytan är 8,14 kvadratkilometer. Det finns inga avrinningsområden uppströms utan avrinningsområdet är högsta punkten. Vattendraget som avvattnar avrinningsområdet har biflödesordning 2, vilket innebär att vattnet flödar genom totalt 2 vattendrag innan det når havet efter 102 kilometer. Avrinningsområdet består mestadels av skog (63 procent). Avrinningsområdet har 1,21 kvadratkilometer vattenytor vilket ger det en sjöprocent på 14,8 procent.

## Fisk
Vid provfiske har följande fisk fångats i sjön:
- Abborre
- Gädda
- Mört
- Sik
- Siklöja
- Sutare